# عشق در آینده
«عشق در آینده» آلبومی از جان لجند است که در سال ۲۰۱۳ میلادی منتشر شد.